# ねじれネマティック液晶

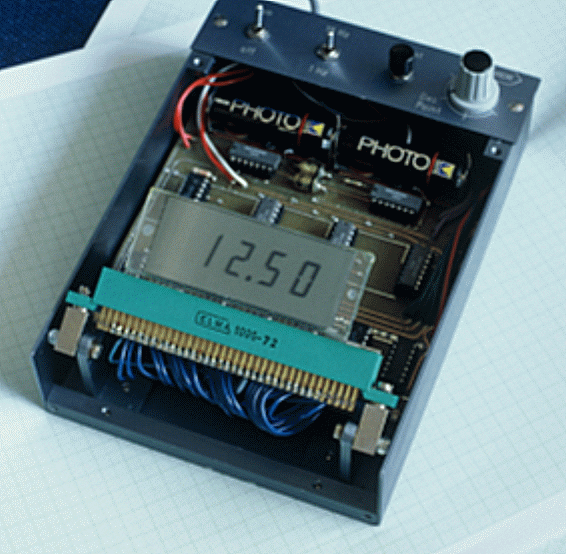
初期のTN液晶

ねじれネマティック液晶 (ねじれネマティックえきしょう、twisted nematic liquid crystal)、略してTN液晶は、液晶パネル（液晶ディスプレイや液晶テレビの主要部品）の駆動方式による分類である。なお、駆動とは、ドットやセグメントを点灯・消灯することである。

## しくみ

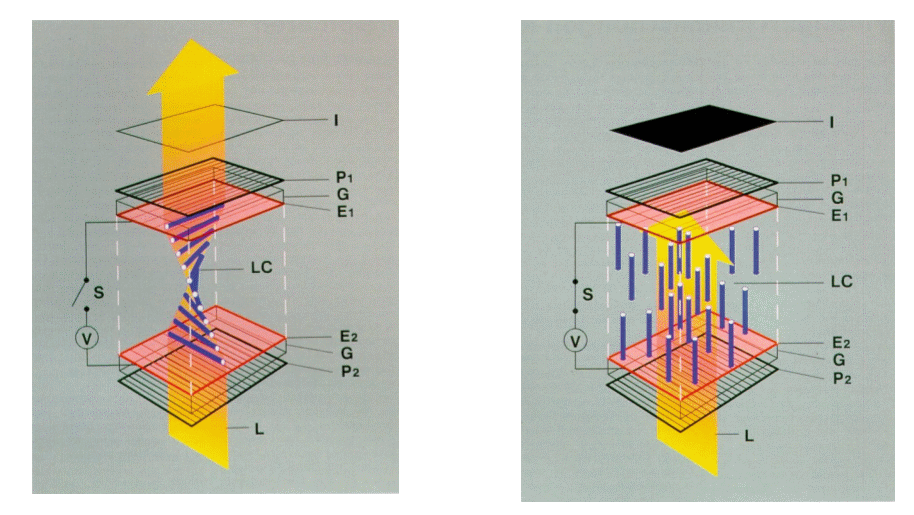
左：電圧オフ、点灯　　　　右：電圧オン、消灯

1.垂直方向の偏光フィルター（安い製品では単純な縞模様のプラスチック板）2.透明電極膜電極ガラス基板、ONになった時に電極の形にそって表示される形状が決まる。垂直方向の偏光フィルターと同じ方向に並んでいる。
3.ねじれネマティック液晶
4.水平方向の偏光フィルターと同じ方向に並ぶ透明電極膜電極ガラス基板
5.光を遮断/通過させる水平方向の偏光フィルター
6.可視光線の反射板

まず2枚の偏光板を90度ずらして対面させる。光はこれを通過できない。
次に、偏光板の間をネマティック液晶で満たす（実際はガラス板などを置き液晶と偏光板は直接には接さない）。偏光板に接する部分では配向処理により液晶分子の向きを偏光板の向きに一致させる。つまり、両端で90度ずらす。
すると、分子が同じ向きになるというネマティック液晶の性質により、2枚の偏光板の間で分子の向きが連続的に変化する。両端では90度ずれているので、少しずつ一方向に回転しながら90度ずれることになる。このような構造は「カイラルである（カイラリティがある）」という。
カイラルな液晶を通過する光は、その回転に沿って偏光の向きが回転する。こうして偏光が回転した光は、2枚の90度ずれた偏光板を通過できる。これが電圧オフの状態である。
電圧を偏光板に垂直方向にかけると、液晶はその向きに配向し、カイラリティは失われる。偏光を回転させる効果もなくなり、光は通過できない。
つまりTN液晶では、電圧がオンのとき消灯、オフのとき点灯である。

## 特徴
液晶パネルに使われる主要な駆動方式には、TN、VA、IPSがある。これらの間で比較したTNの特徴は次のとおり。
- コストが安い。ただし液晶パネルがコモディティ化した2010年代以降では、どの方式でもそれほどコストが変わらなくなっている。
- 発光効率が高い。同じ輝度なら消費電力が少ない。そのため携帯機器によく使われる。
- 視野角が狭い。そのため複数人で見ることがあるテレビにはあまり使われない。逆にノートパソコンなどではプライバシーを守るメリットとなるので良く使われる。
- 色の再現性が悪い。特に、斜めから見た場合に色の劣化が著しい。そのためハイエンド向けではあまり使われない。
- 応答速度が速い（ただし中間調では非常に遅くなる）。そのためハイエンドゲーマー向けではあえてTN方式が使われる。

## STN液晶
偏光の回転を90度より大きくした液晶駆動方式を、超ねじれネマティック（英語: Super-twisted nematic, STN）という。
液晶には、ネマティック液晶とコレステリック液晶を混ぜたカイラルネマティック液晶を使う。